# Demosthenes (redenaar)

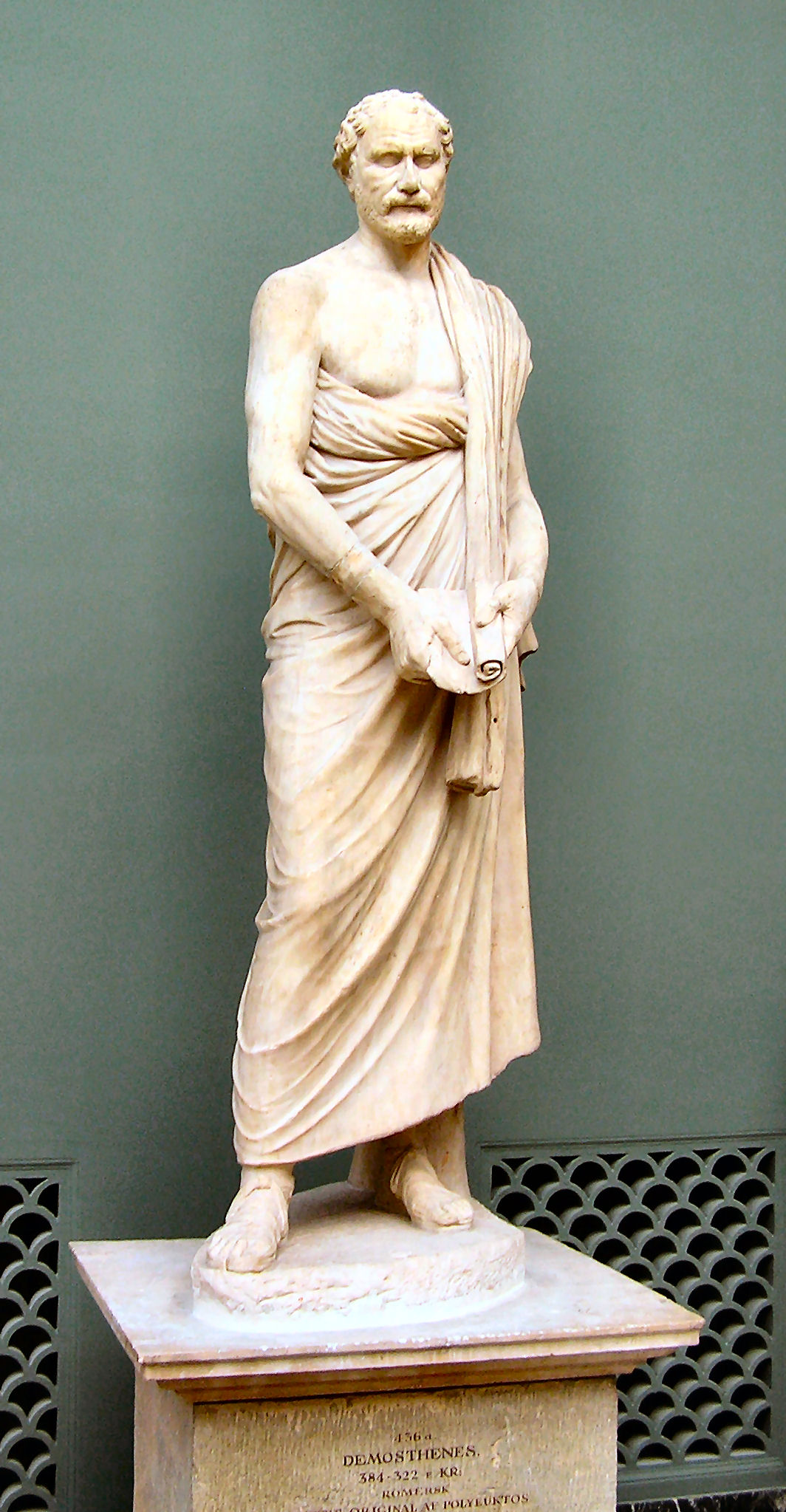
Standbeeld van Demosthenes (Romeinse kopie naar een origineel van Polyeuktos, Ny Carlsberg Glyptotek)

Demosthenes (Oudgrieks: Δημοσθένης, Dēmosthénēs) (384, Oude Athene–322 v.Chr., Kalaureia) was een Atheens redenaar, jurist en politicus. Als politicus gold hij als een van de belangrijkste leden van de anti-Macedonische partij.

## Leven

### Jeugd en opvoeding
Demosthenes was de zoon van Demosthenes, een rijke wapenhandelaar uit de deme Paiania. Toen hij zeven jaar oud was, verloor hij zijn vader, maar zijn erfdeel werd verspild door zijn ooms, die bij testament als voogden over hem en zijn zusje waren aangesteld.
Isaeus was zijn eerste leraar in de welsprekendheid. Doch Demosthenes had met al de nadelen te kampen, die een zwak lichaamsgestel en een gebrekkig spraakorgaan hem daarbij in de weg stelden. Door een ijzeren wil en taai geduld overwon hij alles.  Er werd gezegd, dat hij zijn spraakgebrek overwon door met kiezelstenen in zijn mond duidelijk te proberen articuleren.

### Carrière

#### Begin van zijn retorische carrière

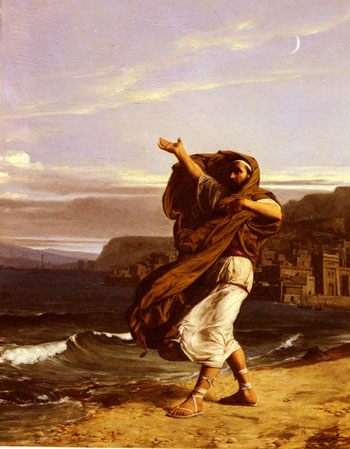
Jean-Jules-Antoine Lecomte du Noüy, Demosthenes oefent zich in de rede

Hij begon zijn loopbaan als redenaar met een aanklacht tegen zijn voogd Aphobus en diens zwager Onetor,  Zijn vader had hem bezittingen ter waarde van bijna veertien talenten nagelaten (equivalent met circa 220 keer het gemiddelde jaarsalaris van een arbeider) en Demosthenes beweerde dat zijn voogden hiervan slechts het huis, veertien slaven en 30 zilveren minae hadden overgelaten (30 minae = ½ talent). Hoewel hij zijn zaak zegevierend bepleitte, kreeg hij niet zijn volledige vermogen terug.
Door dit proces had Demosthenes zich echter de vijandschap van de invloedrijke Meidias op de hals gehaald, die met geweld het huis van Demosthenes binnendrong, en acht jaar lang de voltrekking van een tegen hem uitgesproken vonnis wist tegen te houden.
Hij ging zelfs zo ver, dat hij in 354 v.Chr., toen Demosthenes bij de Grote Dionysia de choregie op zich had genomen, hem openlijk in het theater met vuistslagen mishandelde. Meidias wist ook deze keer het proces op de lange baan te schuiven, totdat eindelijk Demosthenes op zijn dringende bede ervan afzag. Dit deed Demosthenes niet omdat hij 30 minen had ontvangen, zoals zijn aartsvijand Aeschines verzekert, maar omdat hij inzag dat hij op dat ogenblik niets vermocht tegen de middelen en kunstgrepen van zijn vijanden.

#### Begin van zijn politieke carrière
Omstreeks die tijd (355 v.Chr.) was Demosthenes ook tegen Leptines en Androtion openlijk voor het volk opgetreden. Door deze en andere redevoeringen had hij zich op zijn politieke loopbaan voorbereid. Hij was namelijk sinds (waarschijnlijk) 366 v.Chr. als volwaardig burger opgenomen in zijn deme en kon sindsdien optreden in de politieke arena.

#### Optreden tegen Philippus II van Macedonië
Als actief, strijdbaar politicus droomde hij ervan de vroegere grootheid van Athene te herstellen. Zo werd hij, als woordvoerder van de anti-Macedonische partij in Athene, dé spilfiguur in het pan-Helleense verzet tegen de opdringende machtsuitbreiding van Philippus II van Macedonië.
Philippus had zich vanaf 358 v.Chr. allengs meester gemaakt van de Atheense bezittingen in het noorden van Griekenland, namelijk de steden Amphipolis, Pydna, Potidaea en Methone, en had de Atheners door allerlei kunstgrepen weten te misleiden en vandaar te verwijderen. Dat dit voor de Griekse vrijheid dodelijk zou worden, zag Demosthenes duidelijk in en verkondigde hij even helder en luid in zijn Philippische (Philippica) en Olynthische redevoeringen.
Doch de toestand van zaken destijds te Athene, de onverschilligheid van het volk, het gemis van een veldheer die tegen Philippus was opgewassen, dit alles maakte dat zijn voorstellen meestal zonder gevolg bleven, vooral daar Aeschines in elk opzicht als vriend van de Macedonische politiek en als vijand van Demosthenes optrad. Tevergeefs klaagde Demosthenes in 343 v.Chr. Aeschines aan voor hoogverraad, omdat hij de vrede met Philippus (Vrede van Philocrates), ten nadele van Athene, had bewerkstelligd (Over het vals gezantschap).
Toen de houding van Philippus steeds dreigender werd, zocht Demosthenes een algemeen verbond tegen de koning tot stand te brengen. Op zijn raad werd Phocion naar Euboea gezonden en deze verdreef de door Philippus aangestelde tirannen.
Een gouden kroon die hem in 340 v.Chr. op de Dionysia werd geschonken, was het loon van Demosthenes aan wiens streven ook de volgende gelukkige krijgsondernemingen tegen Perinthos en Byzantion moeten worden toegeschreven.
Maar weldra dreigde nog groter gevaar. Als gezant naar Delphi (340 v.Chr.) had Aeschines de Vierde Heilige Oorlog bewerkt, waarin Philippus zelfs tegen Athene oprukte. Demosthenes bleef echter, te midden van de algemeen heersende schrik, kalm en moedig, spoorde van het spreekgestoelte tot bedaard overleg aan, bracht een verbond tussen Athene en Thebe tot stand, en de Grieken overwonnen zelfs in twee gevechten.
Maar de nederlaag bij Chaeronea - waarin Demosthenes zelf had meegestreden - in augustus 338 v.Chr. vernietigde eensklaps hun hoop. Niettegenstaande de tegenwerking van de Macedonische partij werd aan Demosthenes de eervolle taak opgedragen, van staatswege de lijkrede te houden op hen die in de slag waren gesneuveld,  en Ctesiphon deed zelfs het voorstel om voor zijn tot nu toe bewezen diensten en opofferingen aan Demosthenes een gouden kroon te schenken en dit bij de aanstaande Grote Dionysia in het openbaar te doen plaatshebben.
Aeschines, het hoofd van de Macedonische partij, verzette zich daartegen, doch nadat deze zaak acht jaar lang was vertraagd, overwon eindelijk door zijn redevoering Over de krans (περὶ στεφάνου) tegen de redevoering Tegen Ctesiphon (κατὰ Κτησιφῶντος) van Aeschines, en Aeschines ging in ballingschap.

#### Na de dood van Philippus II
Na de dood van Philippus legde Demosthenes terstond de grondslag van een nieuw verbond tegen Macedonië, doch Alexanders  geduchte wraakoefening tegen Thebe verbrak terstond het verbond. En slechts door tussenkomst en omkoping van Demades gelukte het, de uitlevering van Demosthenes en Lycurgus te verhinderen.
Weldra vond partijhaat gelegenheid om tegen Demosthenes op te treden. Toen Harpalus met de schatten van Alexander de Grote te Athene aankwam en door omkoping zijn voorstellen ingang en zichzelf aanhang zocht te verschaffen, kwam ook Demosthenes (onverdiend) onder verdenking van door Harpalus te zijn omgekocht. Het niet betalen van een geldboete bracht hem in de gevangenis, waaruit hij ontsnapte. Met tranen in de ogen sloeg hij vanuit Egina en Troezen zijn blikken naar Attica.
Maar eensklaps verspreidde zich de tijding van de dood van Alexander: geheel Griekenland raakte in beweging. Demosthenes laat zijn stem weer horen en de Grieken verenigen zich opnieuw tegen Macedonië. De verdediger van de vrijheid wordt op een trireem naar Athene teruggehaald en daar feestelijk ontvangen.
Nadat echter Antipater met de hulp van Craterus het Griekse leger bij Crannon versloeg en daarmee maakte een einde aan de Lamische Oorlog (322 v.Chr.), werd Demosthenes met zijn vrienden aangeklaagd en op voorstel van Demades terdood veroordeeld. Demosthenes was intussen naar het eiland Kalaureia bij Troezen gevlucht en had aldaar de wijk genomen in de tempel van Poseidon (zich beroepend op de asylia), waar hij door vergif een einde aan zijn leven maakte. De soldaten van Antipater kwamen wel te laat, maar aarzelden niet de tempel binnen te dringen  en het lijk van Demosthenes mee te nemen, wat in die tijd een schending van de asylia betekende.
Athene vereerde zijn nagedachtenis door een metalen standbeeld op Kalaureia op te richten. Enkele decennia na zijn dood werd er ook in Athene een standbeeld van hem opgericht.

## Retoriek
Als redenaar verachtte hij alle overbodige praal, hij hield slechts de zaak zelf voor ogen. Hij was geen redekunstenaar, maar een redenaar. Door de kracht van de waarheid en de overtuiging, werd hij gedreven en deze verschaften hem de zo geroemde “imposante kracht” (δεινότης). Duidelijke voorstelling van het onderwerp, logische ontwikkeling van zijn denkbeelden, innige overtuiging zijn neergelegd in een taal die “mannelijk” is en toch eenvoudig, ernstig en toch bevallig, bondig en toch vloeiend, liefelijk en toch indrukwekkend. Cicero kenschetste  zijn welsprekendheid in zijn werk Brutus.
In de oudheid waren er vijfenzestig redevoeringen van Demosthenes gekend. Onder de eenenzestig die zijn overgebleven zijn er mogelijk enige onecht.

## Naleven in de herinnering
De Nederlandse vereniging voor en door mensen die stotteren en ouders van stotterende kinderen heet Demosthenes, naar de Griekse redenaar.